# Paget János

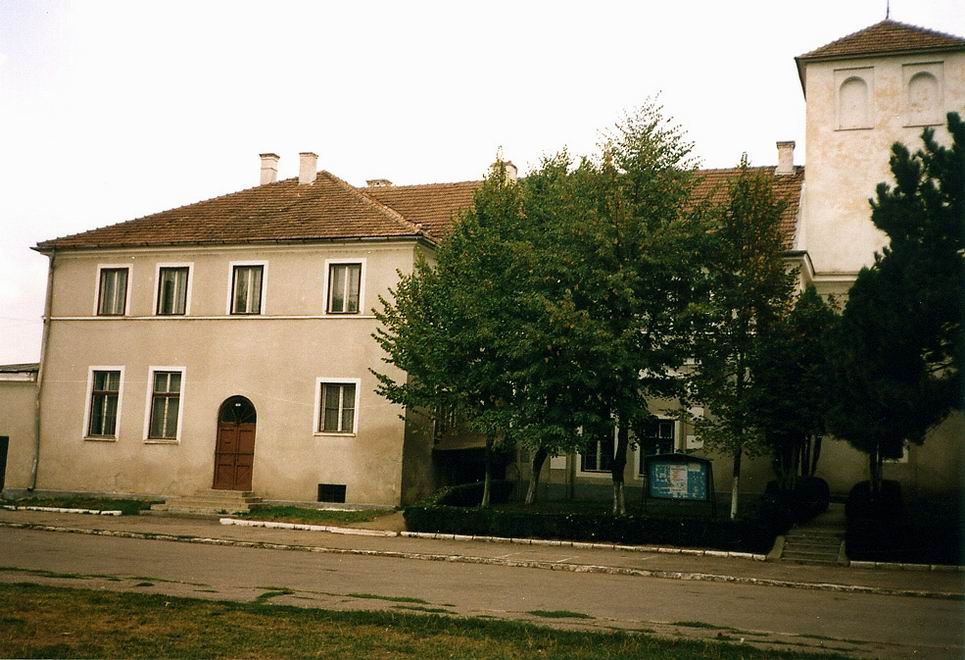
Kúriája Aranyosgyéresen

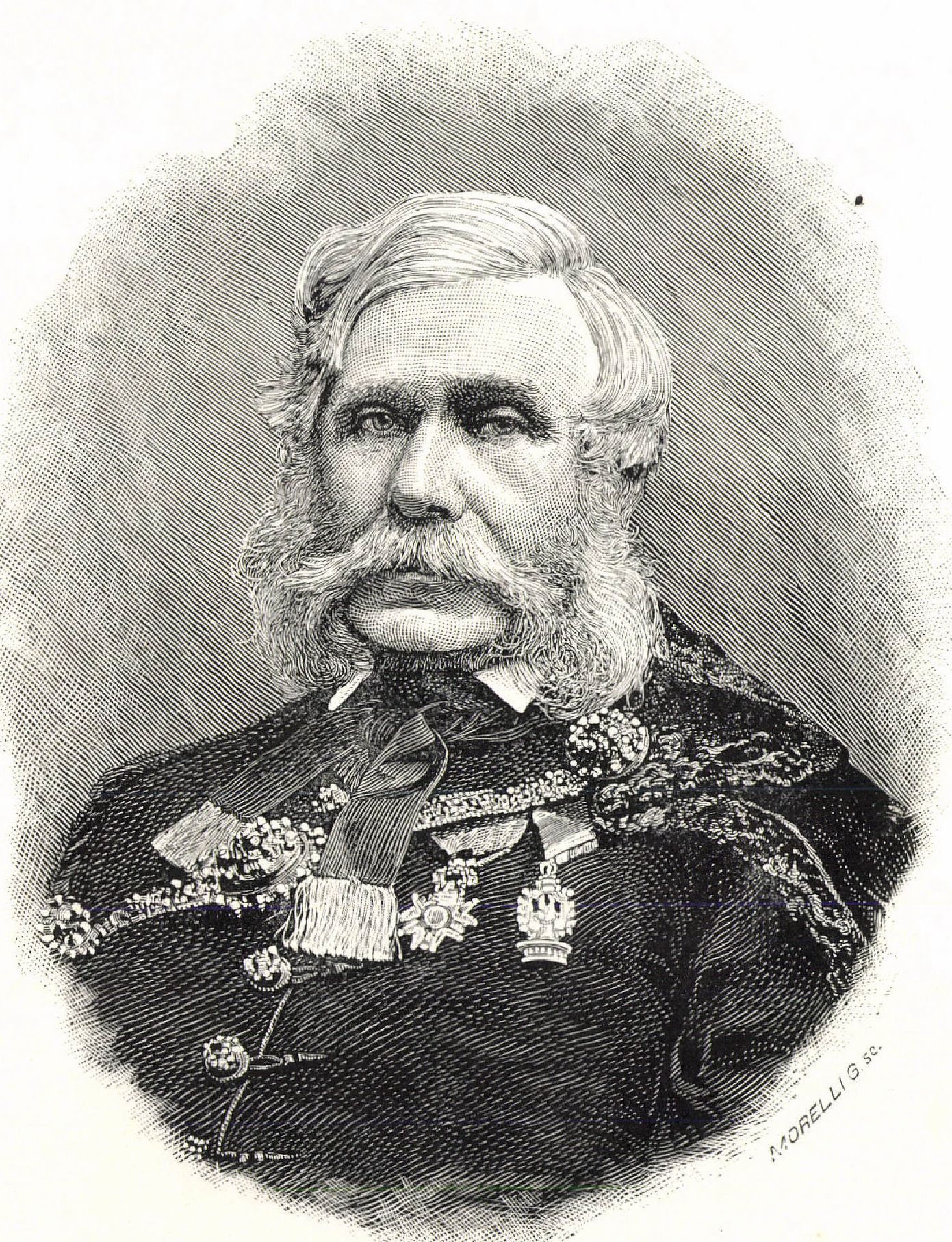
Morelli Gusztáv munkája (1893)

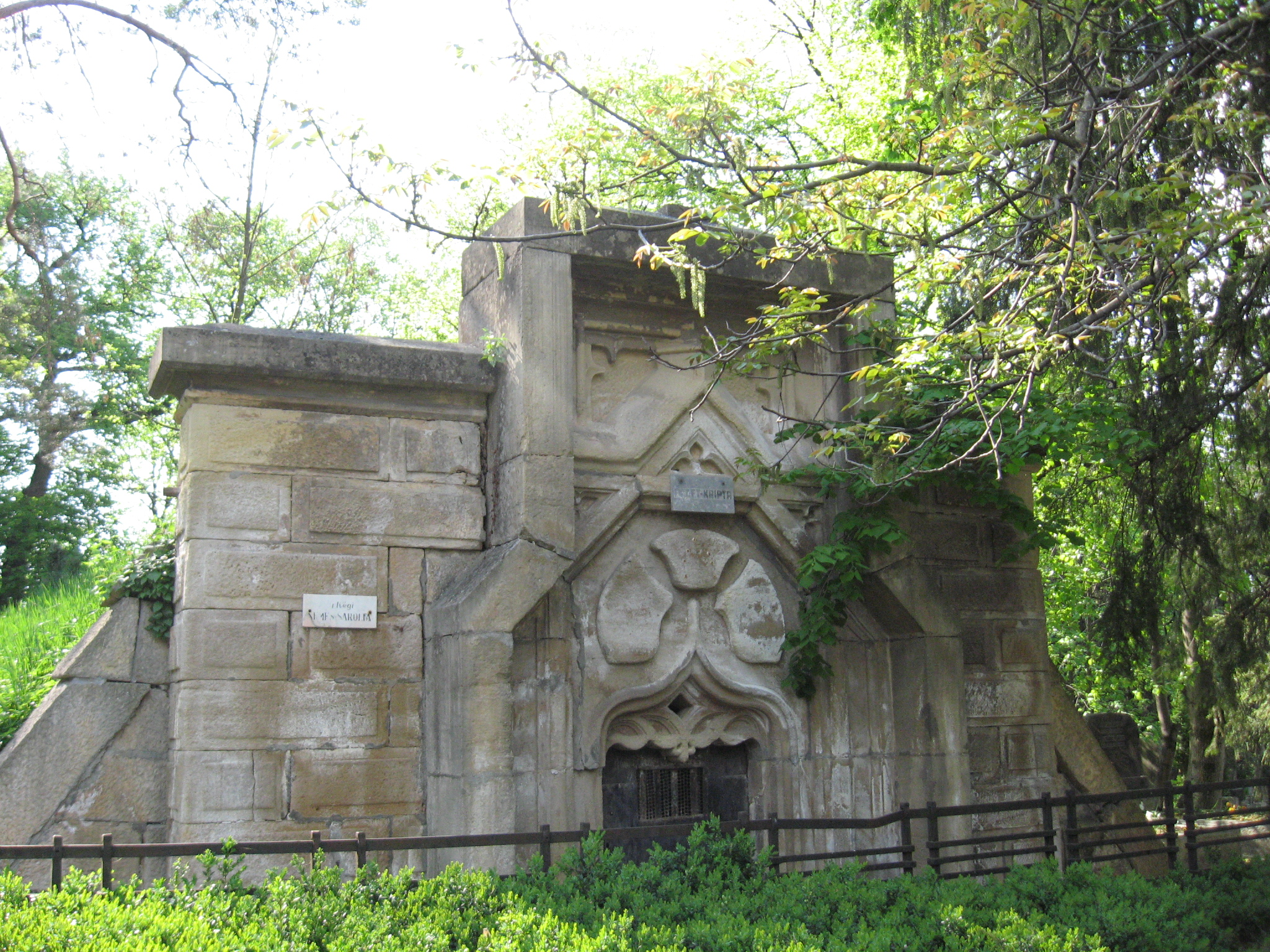
Sírboltja a Házsongárdi temetőben

Paget János, John Paget (Loughborough, Anglia, 1808. április 18. – Aranyosgyéres, 1892. április 10.) angol származású, magyarrá lett gazdálkodó és író, Wesselényi Polixéna férje.

## Élete
Normann eredetű földbirtokos családban született. Apja, id. John Paget, sikeresen működtette a család csipke- és kötöttárú gyárát; anyja, Anne Paget (szül. Hunt), a helyi kirurgus lánya volt. Arthur nevű öccsével együtt Leicesterben kezdte tanulmányait, majd a yorki Manchester College-ban folytatta, ahol kitűnő eredményeket ért el. 1827-ben a dublini Trinity College-ba iratkozott be, végül az edinburghi egyetemen szerzett orvosi oklevelet 1831-ben. Disszertációját a szívbetegségekről írta. Annak ellenére, hogy cikkeit a szakmabeliek elismeréssel illették, Paget soha nem praktizált, és a doktori címét sem használta.
Apja 1833-ban bekövetkezett halála után örökségéből európai utazásra indult, hogy a kolerát tanulmányozza. A cél érdekében megtanult franciául, olaszul és németül is. Először anatómiai és élettani előadásokat hallgatott Párizsban, utána Belgiumba utazott, ezt követően útjának további állomásai Köln, Frankfurt, Heidelberg, Berlin, Lipcse, Drezda, Salzburg, Innsbruck, München voltak. Útja során egyre inkább elfordult az orvosi tanulmányoktól.
1835 farsangján Rómában megismerkedett a magas műveltségű Wesselényi Polixénával, Bánffy László báró feleségével, aki félresikerült házassága miatt utazott Itáliába. A két fiatal hamarosan egymás társaságában járta be a római műemlékeket, de együtt látogattak el Nápolyba, Pompeiibe, Herculaneumba, Firenzébe, és együtt mászták meg a Vezúvot. Feltehetőleg az asszony hatására történt, hogy Paget 1835. júniusában William Sandford újságíró és Georg Edward Hering tájképfestő társaságában beutazta Magyarországot és Erdélyt. Itt összeismerkedett Wesselényi Miklóssal, és barátságot kötött Széchenyi Istvánnal. Utazásairól könyvet írt, ebben Polixéna is segítségére volt a helyi viszonyok ismeretével.
Miután 1836-ban Polixéna elvált férjétől, összeházasodtak Pagettel. A házasságkötés időpontja vitatott, egyes források szerint 1836. november 15, más források szerint 1837 ősz. A házaspár Párizsba, majd Angliába utazott. 1839. november végén tértek vissza Magyarországra, majd Kolozsvárra utaztak, ahol Paget házat vásárolt. Aranyosgyéresen birtokot vásárolt, ahol angol stílusú kis kastélyt építtetett, és 1843-ban odaköltöztek. Ezt követően a nyarakat a birtokon, a teleket Kolozsváron töltötték. 1841. szeptember 5-én ikerfiaik születtek: Walter Arthur (aki 2 –más források szerint 12 – éves korában elhunyt) és Olivér.
Paget mintaszerű gazdálkodásba kezdett: lecsapoltatta a mocsaras réteket, a földművelésben új eljárásokat vezetett be, az állatállomány feljavításához Angliából hozatott fajtiszta lovakat, szarvasmarhákat, sertéseket, szőlőt és gyümölcsfákat telepített. Munkáját anyagi siker kísérte, vagyona gyarapodásával Bihar és Heves megyében is vásárolt birtokokat. Próbálkozott a falkavadászat meghonosításával is, erdélyi kopókat használva. Az általa szervezett Kolozsvári Falkavadászat Társaság 1848 tavaszáig működött. Tagja volt a Magyar Orvosok és Természetvizsgálók Társaságának, amely többek között régészettel is foglalkozott, ami Pagetnek is szívügye volt. Kolozsváron is foglalkoztatták a műemlékek, amelyekről több feljegyzést készített.
Az 1846-47-es erdélyi országgyűlésen kapott honosságot. Az 1848–49-es szabadságharc eseményeiben 1848. októberig nem vett részt, ekkor Kolozsváron beállt nemzetőrnek. A város feladása után Bem tábornok seregéhez csatlakozott, majd Czetz János alatt szolgált. A nagyenyedi vérengzés után kis csapatával a menekülő vidéki magyarok védelmére kelt. 1849. februárjától már nem harcolt fegyveres alakulatban, de Kolozsvár védelmében őrszolgálatot teljesített. Katonai szolgálata mellett igyekezett angol kapcsolatait felhasználni, hogy Anglia közbenjárását kérje a Magyarország és Ausztria közötti megegyezés elősegítéséhez. Próbált eljárni a román–magyar megbékélés érdekében is, így több ízben találkozott Nicolae Bălcescuval. A világosi fegyverletétel után Angliába menekült (családját már 1849 elején odaküldte). A szabadságharc alatt vezetett naplóját, a bukás után nyilvánosságra akarta hozni, de a kiadásra előkészített kéziratot mindenütt visszautasították. Továbbra is kapcsolatban maradt Magyarországgal, híreket szállított az angol lapoknak. Az abszolutizmus által veszélyeztetett kolozsvári unitárius iskolának segélyt szervezett, megmentve az intézményt a bezárástól.
1852-ben családjával együtt Drezdába költözött, majd 1854-ben Nizza, Genova, Pisa, Firenze és Róma következett. 1855-ben a brit kormány közbenjárására lehetővé vált, hogy visszatérjen Erdélybe. Újraépítette a román felkelők által 1849-ben feldúlt aranyosgyéresi kastélyt, elkezdte a mintagazdaság helyreállítását. Egyed Ákos közlése szerint ő volt Torda megye legtöbb adót fizető birtokosa. 1863-ban elhunyt fia, Olivér; Paget pedig a munkába temette fájdalmát. 1868-ban a Magyar Történelmi Társulat tagjává választották.
Számos gazdaságot és művelődést előmozdító kezdeményezésben játszott szerepet. Alapító tagja volt az Erdélyi Gazdasági Egyletnek, cikkei az egyesület Erdélyi Gazda című lapjában illetve a Borászati Füzetek-ben jelentek meg. Egyik megalapítója volt az Erdélyi Lovar-egyletnek, és újra divatba hozta a lóversenyeket, amitől az erdélyi lótenyésztés új fejlődésnek indult. A mezőgazdaság területén elért sikerei elismeréseképpen II. osztályú vaskorona renddel tüntették ki, de az ezzel járói bárói címet nem használta. Az 1867-es párizsi illetve az 1869-es boroszlói kiállításon tramini borával ért el sikert. Borászati eredményeiért az 1878. évi párizsi világkiállítást követően a francia Becsületrenddel tüntették ki. Ő volt az első elnöke az 1872 decemberében alakult Kolozsvári Korcsolyázó Egyletnek. 1878-ban az angol nyelv népszerűsítésére létrehozta a Conversation Club nevű társaságot, amelynek 2000 könyvet adományozott,
Tevékeny híve volt az Erdélyi Unitárius Egyháznak. Amikor 1892-ben elhunyt, Ferencz József unitárius püspök tartotta a gyászbeszédet felette.

## Művei
1837-ben Kolozsváron kezdte el írni Hungary and Transylvania with remarks on their condition, social, political and economical című kétkötetes művét, melynek anyaga nagyrészt saját másfél éves utazásából származik. Felkészülésként számos Magyarországról szóló könyvet elolvasott; ezek jegyzékét a függelékben közölte. A szokványos útirajzokon túlmenően bemutatta az ország társadalmi, politikai, gazdasági helyzetét is. Bírálta a gazdaság elmaradottságát, és javaslatokat is tett a helyzet javítására.
Politikai felfogása nagy mértékben hasonló volt az akkori magyar liberális ellenzékéhez; az ország jövőjét illetően Széchenyi reformpolitikájával értett egyet. Mint művében írta, sokan a magyarok közül, „bár éppoly liberális felfogásúak, mint nagyobb hangú társaik, igen megfontoltak, s ez sok jóval biztat a jövőre nézve. E higgadtabb elmék inkább hajlanak arra, hogy megvalósítsák mindazt, ami keresztülvihető, s ily módon a legelőnyösebben éljenek a kínálkozó lehetőségekkel, míg a kívánatos, de megvalósíthatatlan változások szorgalmazását bölcsebbnek ítélik, ha más időkre, kedvezőbb körülmények beköszöntéséig elhalasztják.”
Wesselényi elveit nemesnek, ugyanakkor túl haladónak találta. A könyv először 1839-ben jelent meg Londonban, ezt rövidesen követte egy német kiadás 1842-ben. Az 1848–49-es forradalom és szabadságharc által támasztott érdeklődés következtében több új kiadást ért meg: London 1849, 1850, 1855; Philadelphia 1850; Lipcse 1850. Teljes magyar kiadása sokáig nem készült; 1985-ben Maller Sándor válogatásában a Helikon kiadó szemelvényes fordítást jelentetett meg. A Kriterion könyvkiadó 2011-es kiadása ezt a válogatást bővítette ki az erdélyi vonatkozású részekkel. Majd 2022-ben a Rubicon Intézet adta ki 672 oldalon a teljes művet, keménytáblás kiadásban, az eredeti illusztrációk bő válogatásával.
1830 és 1855 között írt naplójából szintén csak szemelvények jelentek meg nyomtatásban. A kéziratot az Országos Széchényi Könyvtár kézirattárában őrzik, a bukaresti Akadémiai Könyvtárban egy kiadásra előkészített példány található. A napló egy részét 1928-ban A szabadságharc utolsó napjai Erdélyben. Paget János feljegyzései 1849. június 13 - augusztus 27. címmel Horváth Jenő jelentette meg 1928-ban a Hadtörténelmi Közlemények-ben. A kordokumentumnak számító naplónak néhány bejegyzése országos jelentőségű, például a Paget diplomáciai tevékenységére vonatkozó részek.
- Hungary and Transylvania. With remarks on their condition, social, political and economical, 1-2.; Murray, London 1839
- Magyarország és Erdély. Válogatás; vál., szerk., jegyz., tan. Maller Sándor, ford. Rakovszky Zsuzsa; Helikon, Bp., 1987
- Magyarország és Erdély / Napló. 1849. június 13.–augusztus 27.; sajtó alá rend., bev., jegyz. Cs. Lingvay Klára, vál., szerk., tan. Maller Sándor, ford. Rakovszky Zsuzsa, Görög Czintos Emese, Szabó Dániel; Kriterion, Kolozsvár, 2011
- Magyarország és Erdély, Rubicon Intézet,  Bp., 2022 (Görög Czintos Emese, Pellérdi Márta és Rakovszky Zsuzsa fordítása, utószó Pellérdi Márta)

## Emlékezete
A Jósika Miklós által 1844-ben írt Az élet útjai Paget Jánosról szól, Jókai Mór pedig 1877-ben az Egy az Isten című regényében rajzolta meg alakját. 1964-ben Balatonfüreden, 1969-ben Thorpe Satchville-ben és 2009-ben Aranyosgyéresen emléktáblát állítottak tiszteletére. Aranyosgyéresen a John Paget Kulturális Egyesület viseli nevét. 2007-ben Kovács András rendezésében dokumentumfilm készült életéről Polixéna és John címmel.